# Stan Neumann
Stan Neumann (* 1949 Praha), rodným jménem Stanislav Neumann, je francouzský dokumentární filmový a televizní režisér.

## Život
Je synem básníka Stanislava Neumanna a francouzské novinářky. Po rozvodu rodičů se s matkou odstěhoval v roce 1960 do Francie, do Československa však nadále často jezdil, např. na prázdniny. V roce 1975 získal francouzské občanství.
Věnuje se tvorbě filmových a televizních dokumentů. Od roku 1994 natáčí cyklus o moderní architektuře Architectures. O pražské vile své rodiny natočil v roce 1997 dokument Dům v Praze.